# Busbiina bosora
Espèce
Erora badeta  est une espèce d'insectes lépidoptères de la famille des Lycaenidae, de la sous-famille des Theclinae, du genre Erora.

## Dénomination
Erora badeta a été décrit par William Chapman Hewitson en 187à sous le nom initial de Thecla bosora.

## Description
Busbiina bosora est un petit papillon aux antennes et aux ailes annelées de noir et de blanc, avec deux fines queues, une longue et une très longue à chaque aile postérieure.
Le dessus du mâle est bleu nuit.
Le revers, bleu nuit est orné de lignes de traits bleu clair, submarginale, discale et postdiscale.

## Écologie et distribution
Busbiina bosora est présent en Équateur et en Guyane,,.

### Protection
Pas de statut de protection particulier.